# Мессьє 91
Мессьє 91 (М91, інші позначення — NGC 4548,IRAS123281446,UGC 7753, ZWG 99.96, MCG 3-32-75, VCC 1615, PGC 41934) — галактика у сузір'ї Волосся Вероніки. Це найслабший об’єкт у каталозі Мессьє з видимою зоряною величиною 10,2.
Цей об'єкт входить у число перерахованих в оригінальній редакції нового загального каталогу. 

## Історія спостереження
Шарль Мессьє відкрив цей об’єкт був відкритий у 1781 році  і описав його як туманність без зірок, тьмянішу за M90. Вільям Гершель спостерігав той самий об'єкт у 1784 році . У 1969 році Вільямс розгадав цей втрачений об’єкт Мессьє, вимірявши його пряме сходження та схилення по відношенню до сусідньої галактики M89. 

## Цікаві характеристики

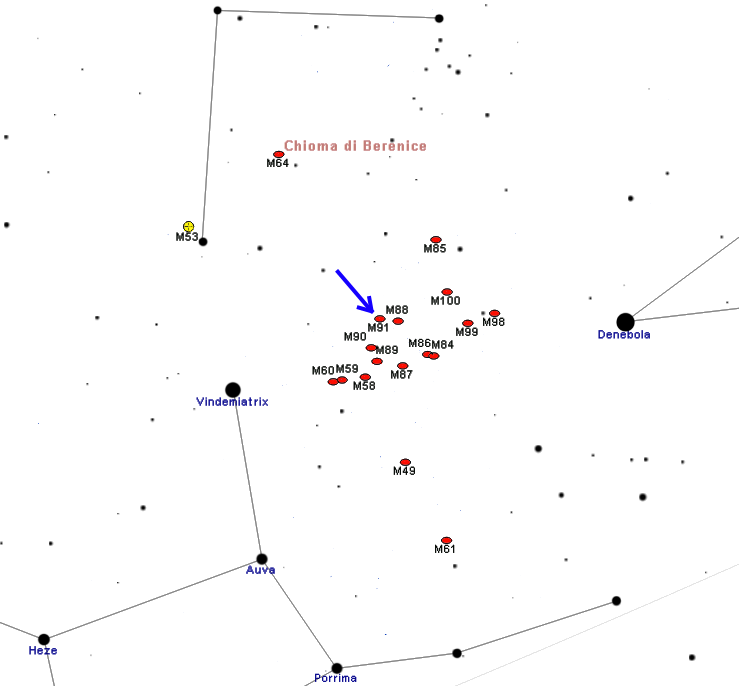
M91 карта

Включення Мессьє 91 до скупчення Діви було підтверджено в 1997 році завдяки спостереженню змінних цефеїд, які помістили його на відстань 52±6 мільйонів світлових років. 
Мессьє 91 також класифікується як анемічна галактика, тобто спіральна галактика з незначним утворенням зірок і газу порівняно з іншими галактиками такого типу.  

## Навігатори
| ◄ NGC 4544 \| NGC 4545 \| NGC 4546 \| NGC 4547 \| NGC 4548 \| NGC 4549 \| NGC 4550 \| NGC 4551 \| NGC 4552 ► |

Координати:  12г 35м 26.4с, +14° 29′ 47″